# Renata Pavlačić
Renata Pavlačić (25. ožujka 1966.) je hrvatska rukometašica.
Za seniorsku reprezentaciju igrala je na Mediteranskim igrama 1993. godine.